# Copris graueri
Copris graueri är en skalbaggsart som beskrevs av Hermann Julius Kolbe 1914. Copris graueri ingår i släktet Copris och familjen bladhorningar. Inga underarter finns listade i Catalogue of Life.